# Alexandr Andrejevič Ivanov
Alexandr Andrejevič Ivanov (rusky Алекса́ндр Андре́евич Ива́нов; 28. července 1806, Petrohrad, Rusko – 15. července 1858, tamtéž) byl ruský malíř, přední představitel ruského neoklasicismu.
Většinu času žil v Římě, kde pracoval pod vlivem antiky a klasicistního malířství. Poté, co namaloval plátna jako Apollo, Hyacint a Zefyr nebo Zjevení Krista Máří Magdaléně (1836), začal pracovat na obrovském plátně, kterému se věnoval až do své smrti, totiž Zjevení Krista lidu (1837–1857), nicméně nikdy nebyl s výsledkem své práce spokojený. Skutečně, plátno je těžkopádné a všechny skice k němu, včetně mistrovské hlavy Jana Křtitele, mají v sobě energii, jež finálnímu plátnu chybí. Když bylo toto plátno následující rok v Petrohradě vystaveno, nemělo předpokládaný ohlas. Ivanov v témže roce zemřel.

## Galerie

Zjevení Krista lidu, 1837–1857
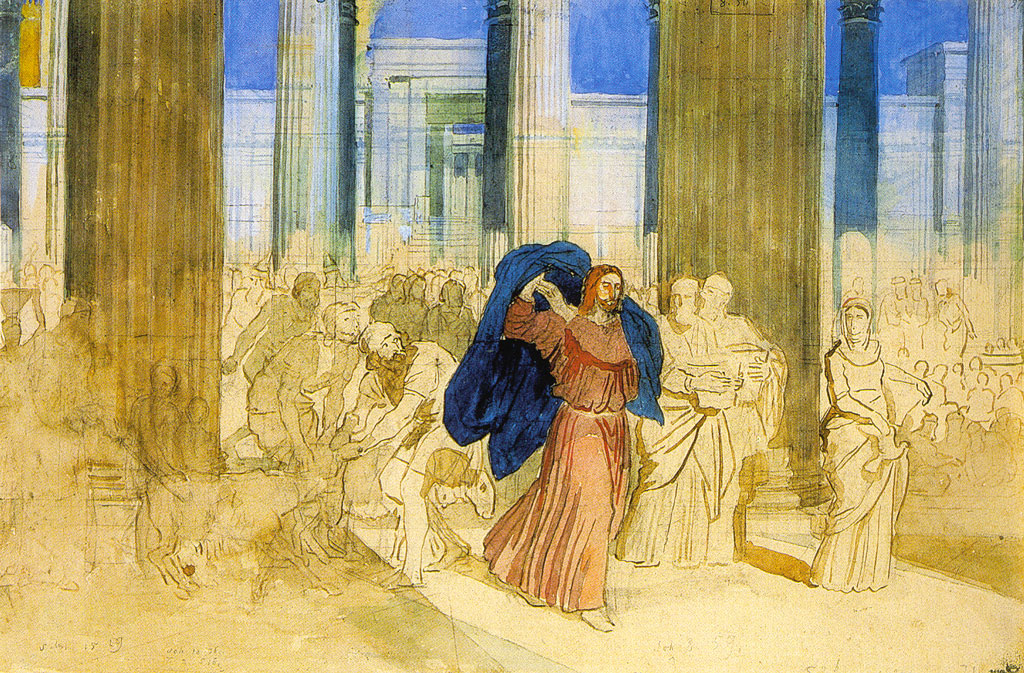
Očištění chrámu, 1824
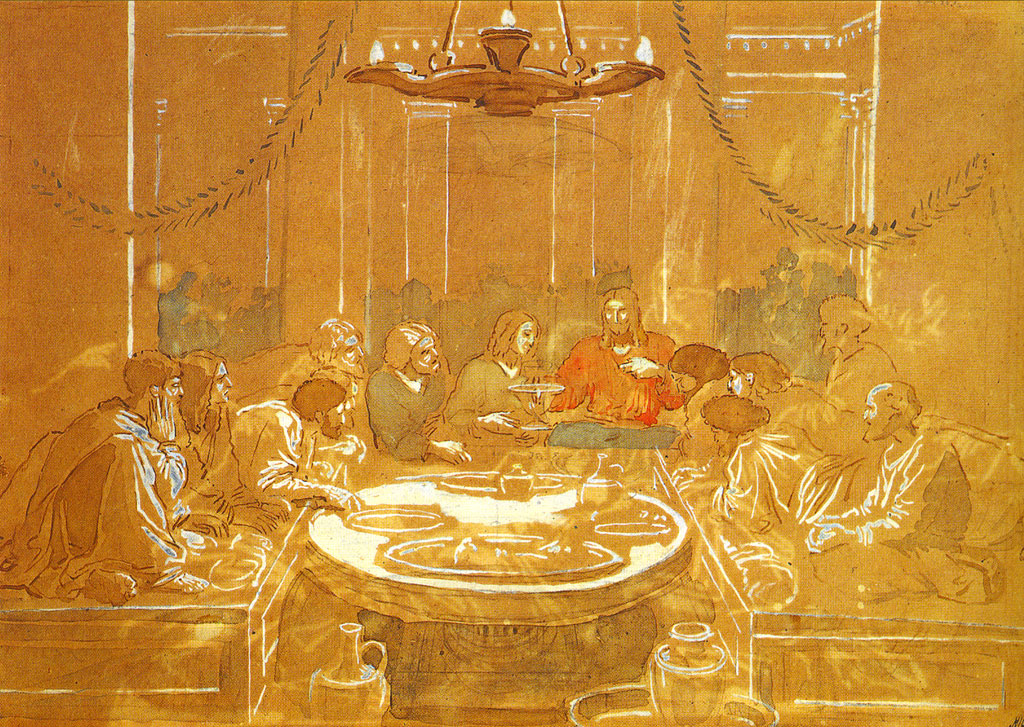
Poslední večeře, 1824
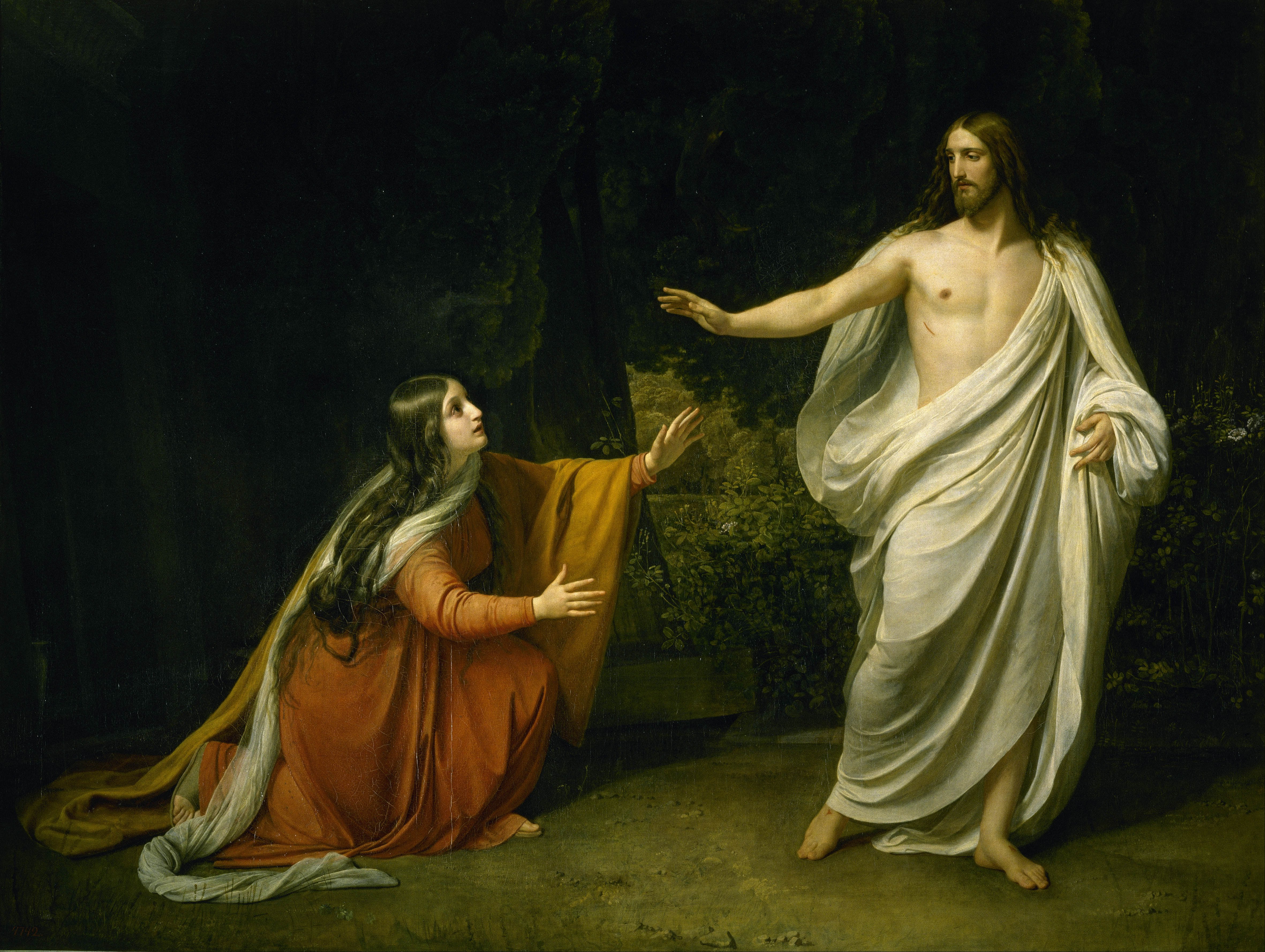
Noli me tangere, 1835
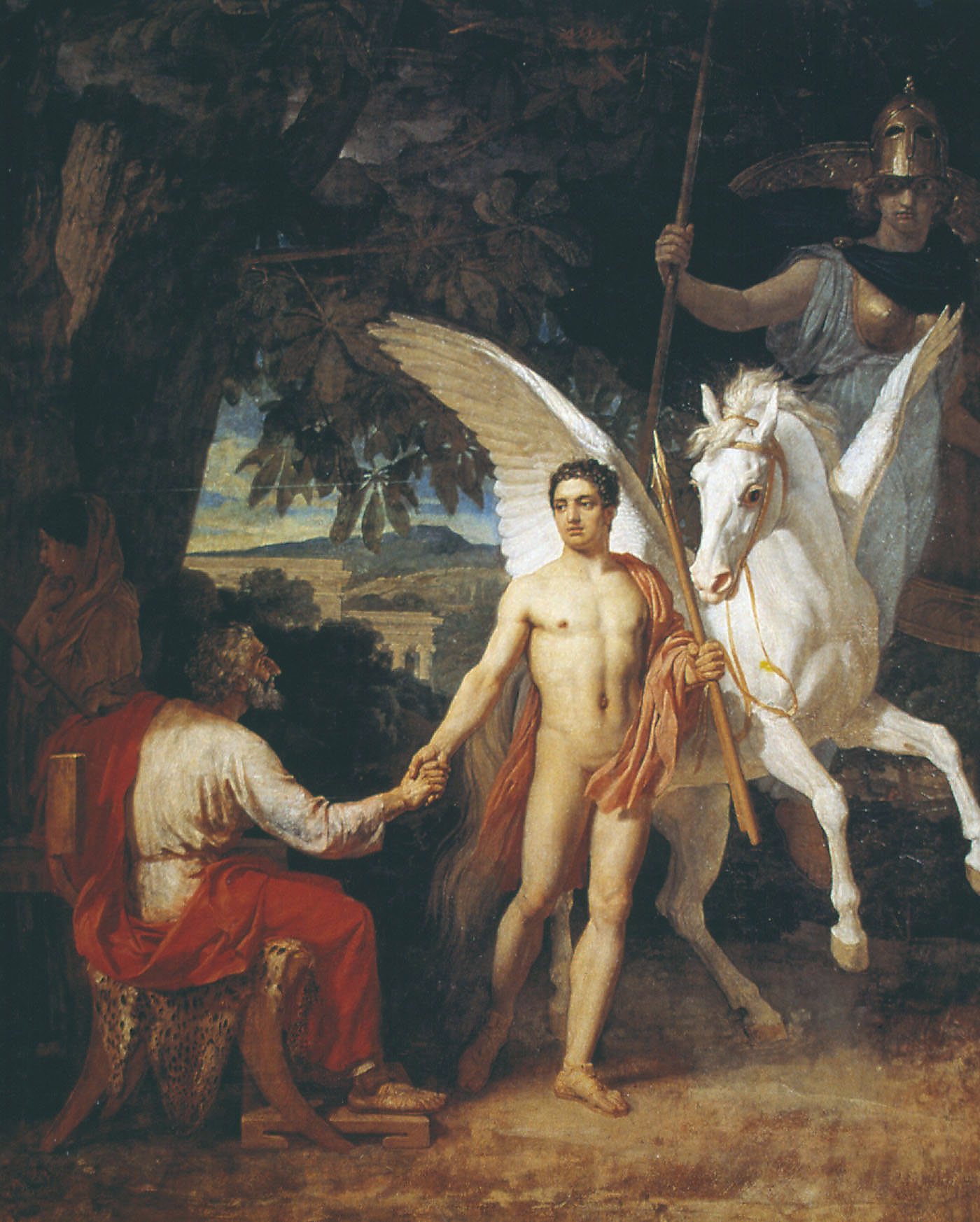
Bellerofontés vyslán na boj s Chimérou, 1829
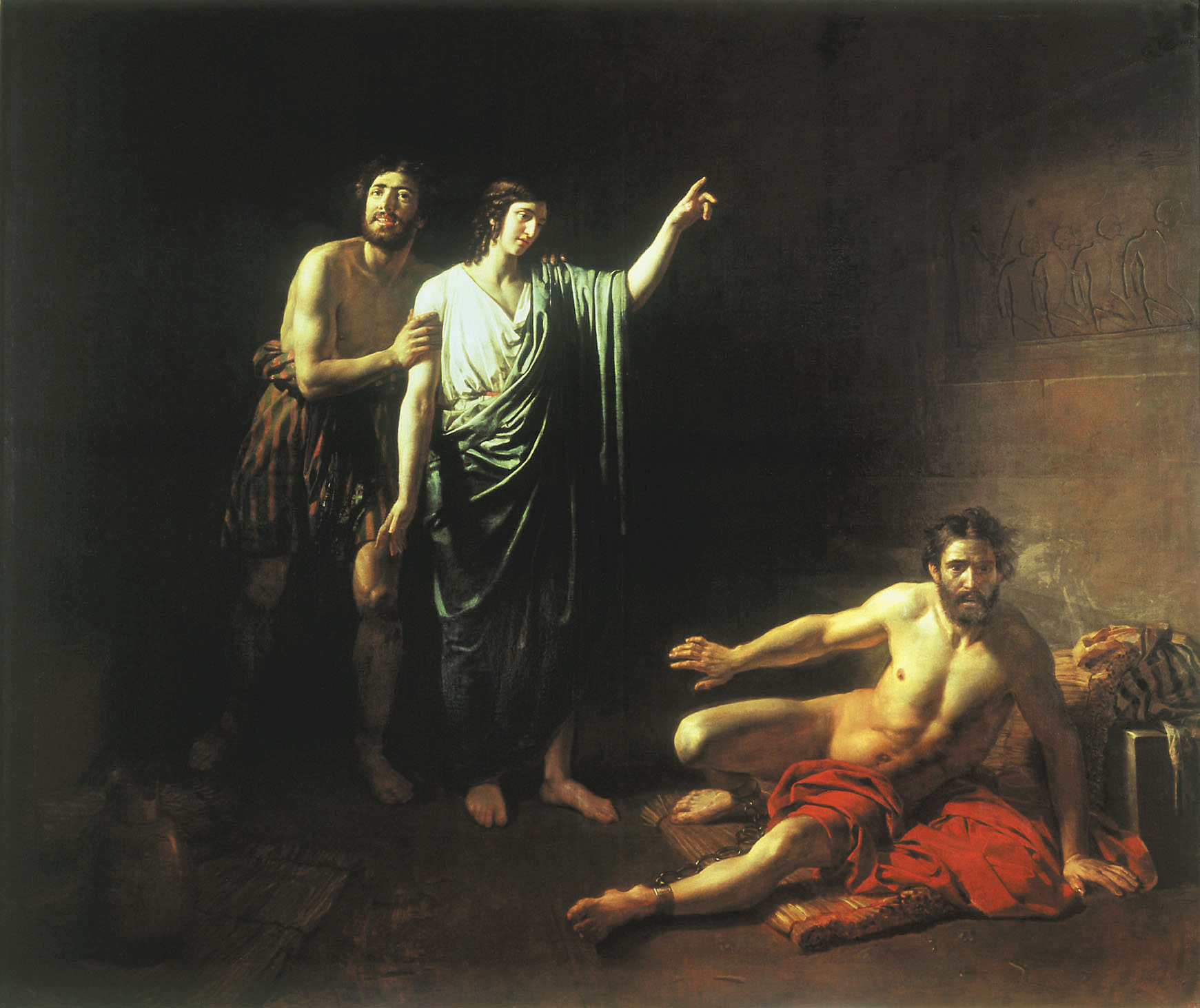
Josef vykládá číšníkův a pekařův sen, 1827
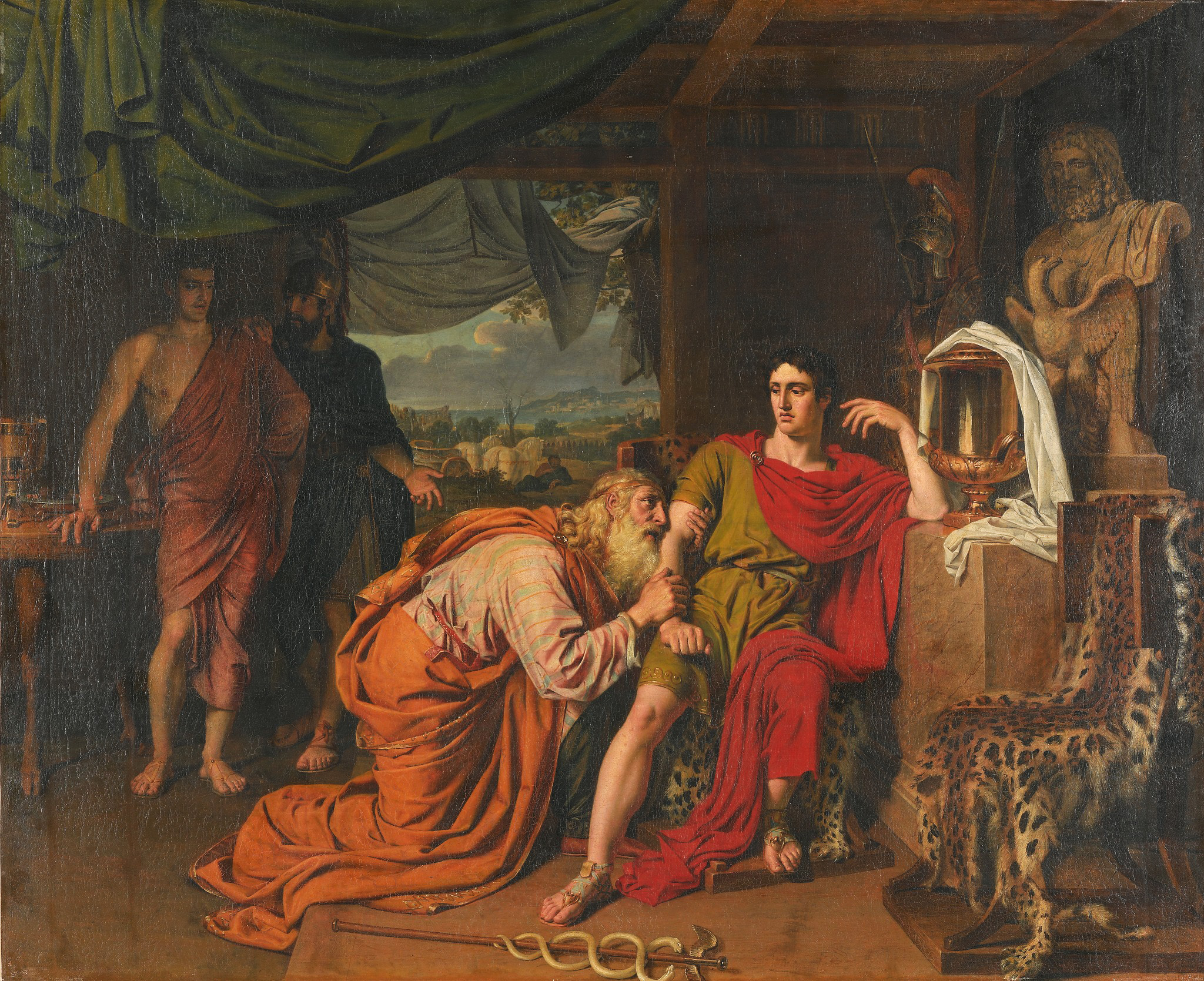
Priam žádá Achilla o tělo Hectora, 1824
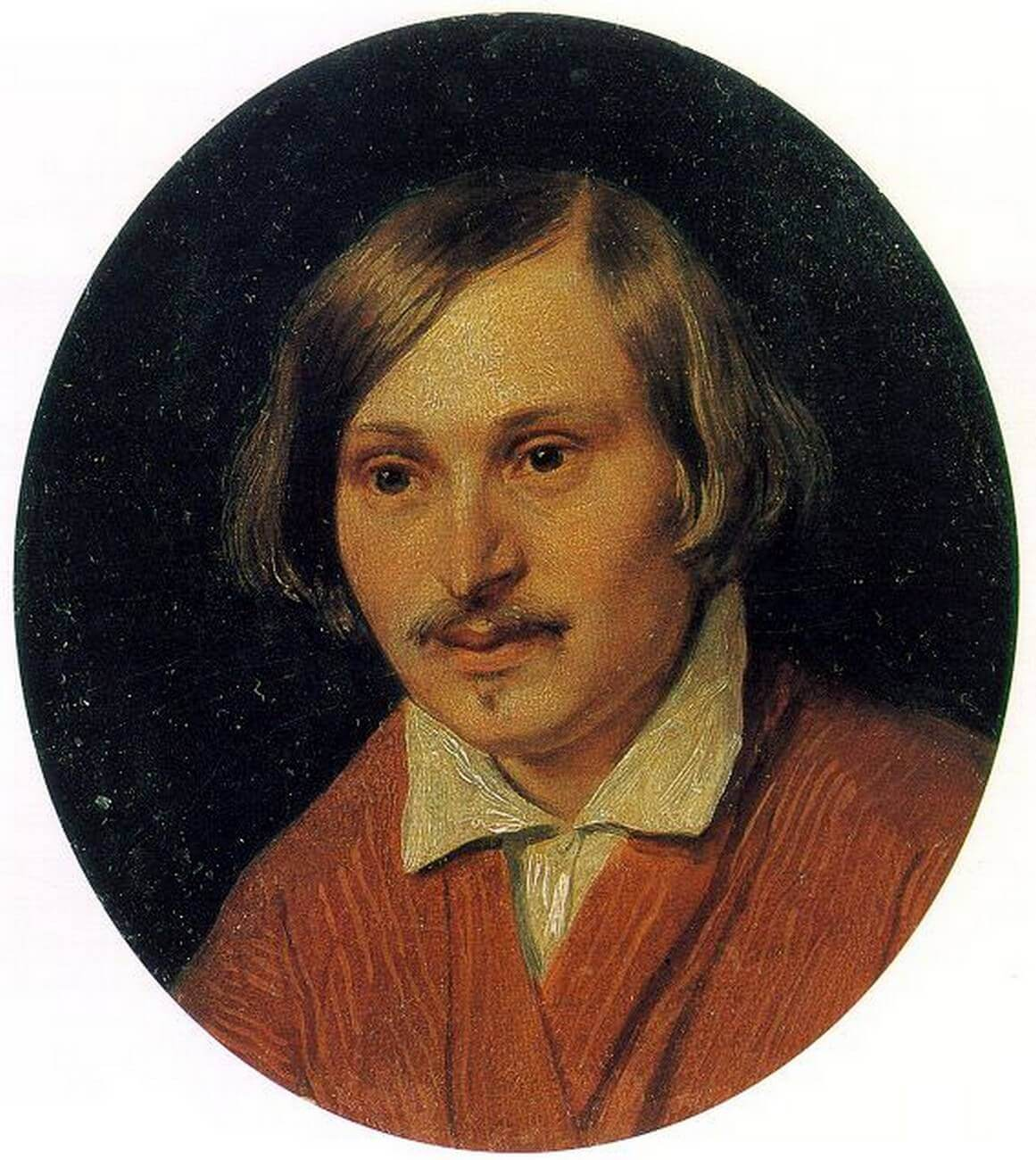
Portrét N. V. Gogola, 1847